# Machaira amazonensis
Machaira amazonensis är en insektsart som beskrevs av Piza Jr. 1958. Machaira amazonensis ingår i släktet Machaira och familjen vårtbitare. Inga underarter finns listade i Catalogue of Life.